# Благовещение Богородично (Света гора)
Благовещение на Пресвета Богородица (на гръцки: Σκήτη Ευαγγελισμού της Θεοτόκου) е гръцки православен отделножителен скит на Света гора, подчинен на манастира Ксенофонт и разположен на около един час ход пеша източно от манастира. Скитът се намира под юрисдикцията на Константинополската патриаршия.

## История
Скитът е основан в средата на ХVІІІ век от йеромонах Силвестър и старците Ефраим и Агапий. Главната църква на скита е построена през 1760 – 1766 г. и е изписана от зографите Константин и Атанасий Епирски. Храмът е посветен на Благовещение на Пресвета Богородица.
В скита има около 100 икони, сред които се отличават две икони на Богородица – Сладка целувка и Успение.
В главната църква се пазят частици от мощите на Св.Амвросий Медиолански, Св. Харалампий, Св. Модест, Св. Киприан и Св. Козма; както и част от кръвта на Свети Димитър. Освен главния храм, в скита има 6 каливи с църкви: „Въведение Богородично“, „Рождество на Йоан Предтеча“, „Възнесение Господне“, „Свети Нектарий“, „Свети Архангели“, „Свети Апостоли“.
В скита има 20 килии, от които 5 са обитаеми и в тях живеят 10 монаси. В библиотеката на скита се пазят 360 ръкописи и 500 старопечатни книги.